# 蕭淵軌
蕭淵軌（5世紀—6世紀），南蘭陵郡蘭陵縣人，南朝梁長沙宣武王蕭懿之子。

## 生平
天監中，蕭淵軌以王子例封番禺縣開國侯，食邑五百戶。天監八年（509年），臨川王蕭宏由司徒轉為司空，蕭淵軌擔任司空府法曹參軍，位列八班。天監九年（510年），尚書五都令史的人選由寒流改為士流，蕭淵軌因才地兼美得以兼任左民都令史。蕭淵軌後為明威將軍。
蕭淵軌曾陪伴皇太子蕭統在後池乘船遊覽，因興致大發而對太子說道：「此中宜奏女樂」。太子不對答，只吟誦西晉人左思所作的《招隱詩》：「何必絲與竹，山水有清音。」蕭淵軌因心生慚愧便不再提女樂之事。

## 後代
- 子：蕭長，南朝陳招遠將軍、新昌太守
  - 孫：釋僧鳳，隋、唐兩朝高僧[9]